# Мурсалов, Абдулали Бекали оглы
Абдулали Бекали оглы Мурсалов (12 апреля 1921, Баку — 9 сентября 2000, Хырдалан) — советский хозяйственный, государственный и политический деятель.

## Биография

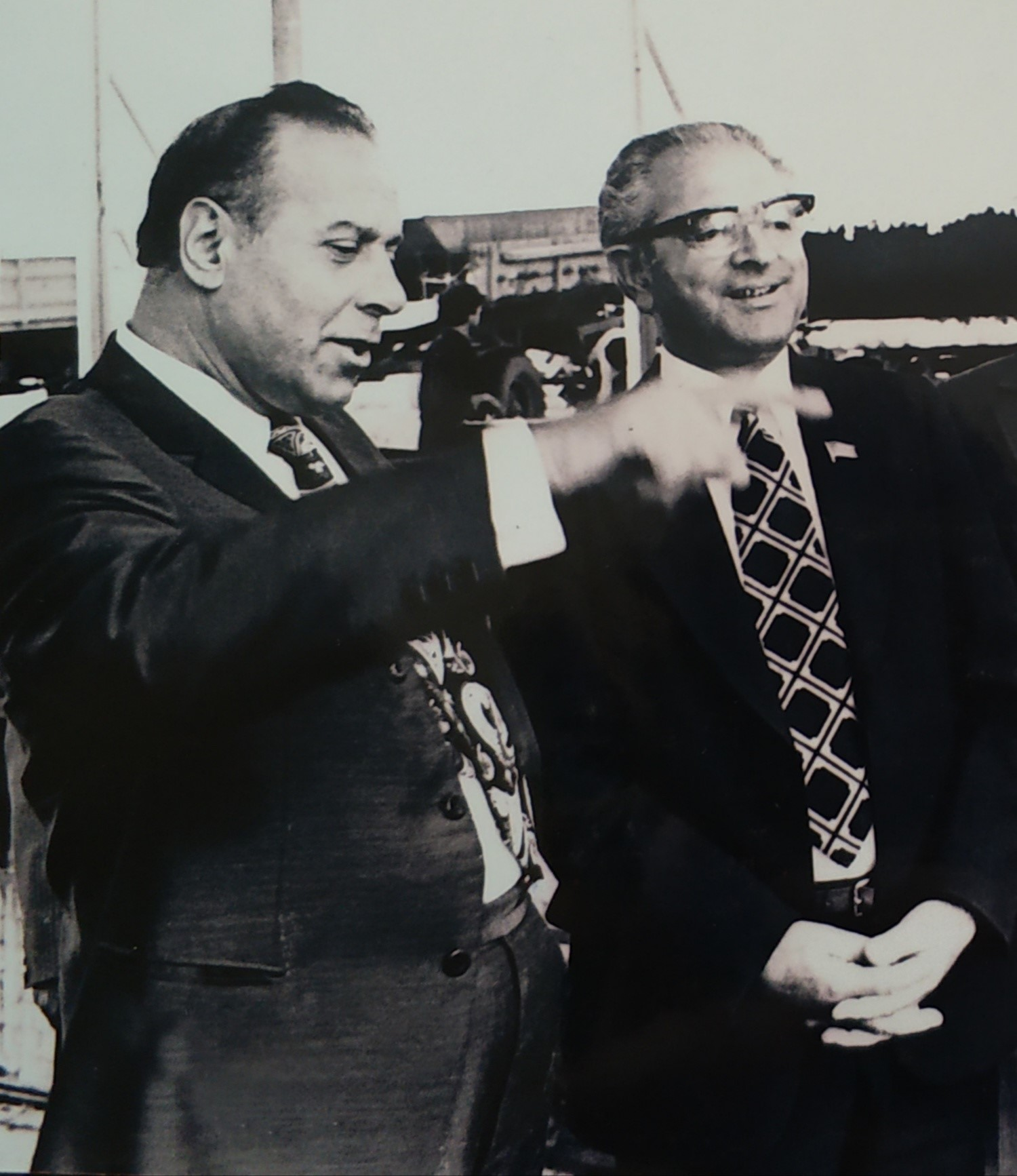
Абулали Мурсалов с Президентом Азербайджанской Республики Гейдар Алиев

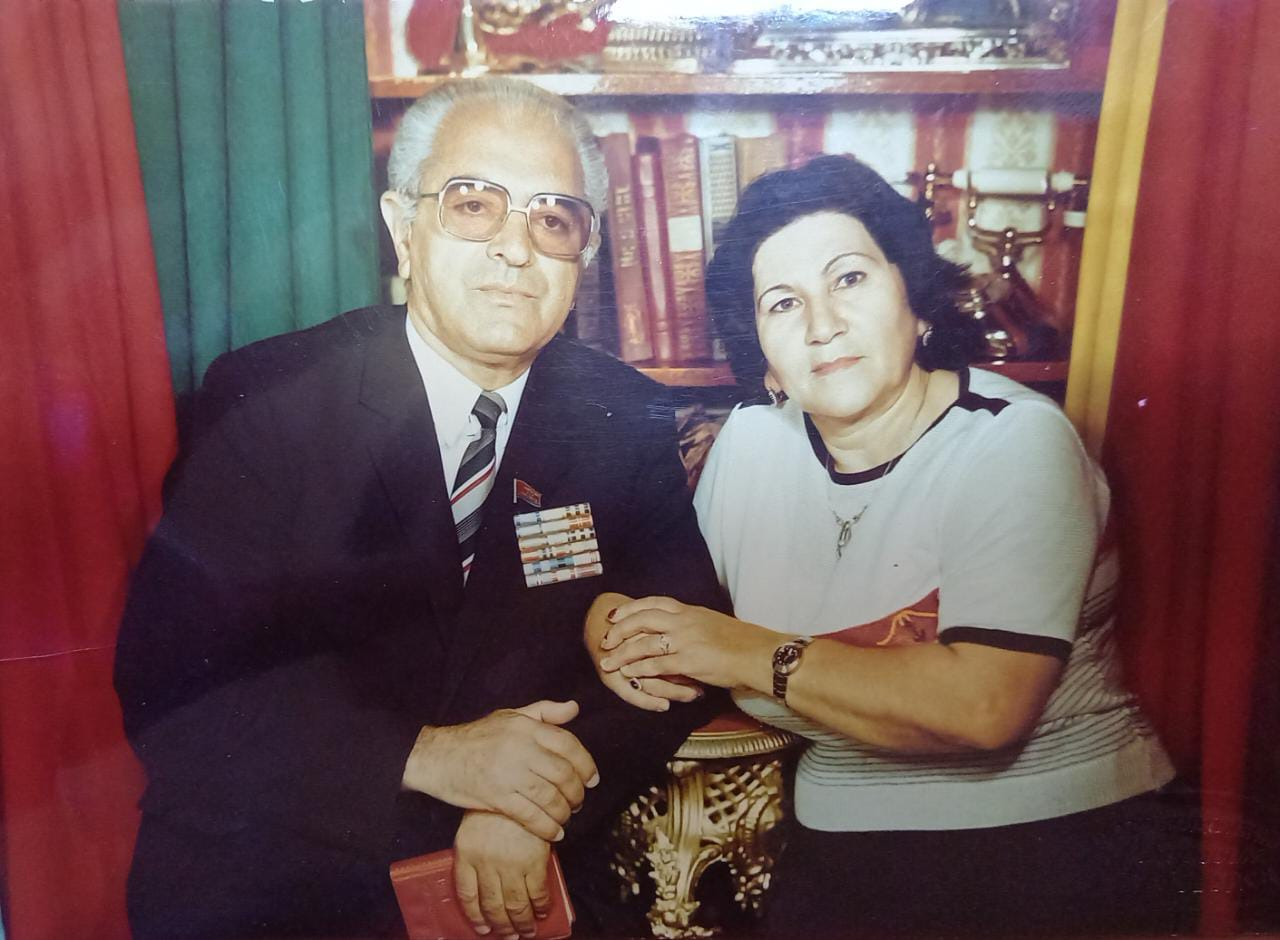
Мурсалов Абдулали с супругой

Мурсалов Абдулали, старший сержант — в РККА с ноября 1941 г. — рядовой взвода разведки 1039-го стрелкового полка 223-й азербайджанской стрелковой дивизии. Защищал Кавказ, первый свой бой принял 11 декабря 1941 г. у станицы Наурская. В составе дивизии прошел с боями до Азовского моря более 700 км. Освобождал Георгиевск. Является почетным гражданином станицы Красноармейская. Прорывал «Голубую линию». Особо отличился в боях под Харьковом на железнодорожной ветке Харьков-Лозовая. Заменив в бою погибшего командира в критический момент боя у ст. Борки поднял бойцов в штыковую атаку, остановив продвижение врага. За этот бой Абдулали Мурсалов был награжден медалью «За боевые заслуги», и его официально поздравили с представлением к званию Героя Советского Союза. В боях у с. Верблюжка Кировоградской обл. погиб личный состав артбатареи 1037-го полка и Мурсалов по его личной просьбе был зачислен в состав батареи. В ходе Ясско-Кишиневской операции в бою заменил погибшего командира орудия и принял на себя командование расчетом.
В ходе боев за Белград ему вновь пришлось участвовать в разведывательной операции, в ходе которой он лично познакомился с Иосифом Броз Тито. По личной просьбе Тито старший сержант Мурсалов был включен в список 25 бойцов для прохождения в парадном строю на торжествах по случаю освобождения Белграда.
Последний бой для Абдулали произошел 13 апреля 1945 г., когда он в составе разведгруппы из 15 человек вышел на задание в находящийся под контролем немцев г. Вена. На обратном пути разведгруппа попала в засаду и была уничтожена, в живых остались лишь ст.сержант Мурсалов и рядовой Головань.
С 1946 года — начел работать слушателем юридической школы.
В 1946—1980 годах — кассир в колхозе, инструктор, завотделом Кировского райкома партии, слушатель партийной школы, инструктор Бакинского горкома партии, инструктор Парткомиссии при ЦК КП Азербайджанской ССР, ответорганизатор, инспектор отдела партийных органов ЦК КП Азербайджанской ССР, первый секретарь Геокчайского райкома партии, первый секретарь Джалилабадского РК КП Азербайджанской ССР.
Избирался депутатом Верховного Совета Азербайджанской ССР 8—9-го созывов (1971—1979)